# Catedral Metropolitana de Londrina
A Catedral Metropolitana de Londrina, dedicada ao Sagrado Coração de Jesus, é um templo que pertence à Igreja Católica que fica na região central da cidade de Londrina, município do norte do Paraná.
O monumento moderno tem um formado de chalé, que pode ser visto de várias partes da cidade.

## Histórico
Construída em madeira, no ponto mais alto das terras destinadas a abrigar a cidade de Londrina, a segunda igreja da cidade foi edificada tendo como base os desenhos do engenheiro Willie Davids, tendo a mesma sido inaugurada em 19 de Agosto de 1934. Em 1937, foi elaborado um projeto em estilo neogótico pelo engenheiro Fristch. Em 1938 teve início a construção com o lançamento da pedra fundamental, e em 1941 terminou, Sendo que o último acréscimo foi feito em 1951 com a colocação do relógio da torre. Em 1953, devido à necessidade de ampliá-la foi encomendado um anteprojeto ao engenheiro alemão Freckmann. A nova igreja teve as obras iniciadas em 1954. Em 1962 as obras foram paralisadas por questões financeiras. Foram retomadas apenas em 1966 através de um novo projeto dos arquitetos Eduardo Rosso e Yoshimasi Kimati. Foi inaugurada em 17 de Dezembro de 1972. Em fevereiro de 1967, A Catedral de Londrina foi elevada a categoria de Diocese, tendo como seu primeiro Bispo Dom Geraldo Fernandes Bijos. Em novembro de 1970 foi elevada a Arquidiocese. A fachada da catedral é marcante e tida como referência do centro da cidade.

## Párocos
- Padre Carlos Dietz, SAC (1934 - 1935)
- Padre Germano Mayer, SAC (1936)
- Padre Paulo Kuhn, SAC (1936 -1938)
- Padre Eugênio Herter, SAC (1938 - 1947)
- Padre Alberto Strittimatter, SAC (1947 - 1960)
- Padre Francisco Buttermuller, SAC (1960 - 1962)
- Padre Bernardo Greis, SAC (1962 - 1972)
- Padre Clemente Hermann, SAC (1972 - 1973)
- Padre Ernesto Krause, SAC (1973 - 1984)
- Padre João Azevedo, SAC (1984 - 1985)
- Padre Edson dos Santos (1985 - 1987)
- Padre Bernard Carmel Gafá (1987 -  2018)
- Padre José Rafael Solano Dúran (2018 - 2024)
- Padre Joel Ribeiro Medeiros (2024 - atual)

## Arcebispos
- Dom Geraldo Fernandes Bijos (1957-1982)[2]
- Dom Geraldo Majella Agnelo (1983-1991)[3]
- Dom Albano Bortoletto Cavallin (1992-2006)[4]
- Dom Orlando Brandes (2006-2016)[5]
- Dom Geremias Steinmetz (2017 - )